# Linderhauser Senke
Die Linderhauser Senke ist eine kleinteilige Naturräumliche Einheit mit der Ordnungsnummer 3371.30 auf dem Stadtgebiet der westfälischen Stadt Schwelm und der bergischen Großstadt Wuppertal innerhalb der Wuppertaler Senke (naturräumliche Einheit 3371.3). Sie folgt dabei größtenteils dem Verlauf der Linderhauser Straße auf Wuppertaler Stadtgebiet und dem der Gevelsberger Straße auf Schwelmer Stadtgebiet.

## Geografie
Die flache Talmulde (200 m) nimmt den Schwelmer Nordwesten und den südöstlichen Wuppertaler Stadtteil Nächstebreck ein und ist zur Wupper im Westen hin geöffnet. Im Norden und Osten erheben sich höhere Höhenrücken aus Schiefern und Grauwacken, die zum Haßlinghauser Rücken (3371.15) gehören. Ebenfalls im Osten trennt eine flache Wasserscheide die Einzugsgebiete von Wupper und Ennepe. Dort schließen sich die Ennepetaler Längssenken an, die in der naturräumlichen Einheit Unteres Ennepetal (3372.0) liegen. Im Süden trennt der Linderhauser Rücken (3371.32) die Senke von dem Schwelmer Massenkalktal (3371.31).
Die Senke selbst besteht aus stark verkarsteten Massenkalken mit Dolinengebieten wie im Naturschutzgebiet Im Hölken, intermittierenden Karstseen beim Gut Oberberge, Trockentälern und kleinen Tropfsteinhöhlen. Der Naturraum wird überwiegend agrarisch genutzt.